# Treska
Treska (maced. Треска) – rzeka w zachodniej Macedonii Północnej, prawy dopływ Wardaru w zlewisku Morza Egejskiego. Długość – 138 km, powierzchnia zlewni – 1880 km², średni przepływ – 23,34 m³/s.
Treska płynie przez góry zachodniej Macedonii Północnej, z początku na południe, potem przełamuje się w kierunku zachodnim przez góry Poreče i płynie na północ. W dolnym biegu tworzy sztuczny zbiornik Matka i uchodzi do Wardaru tuż na północ od Skopje. Nad górną Treską leży Kiczewo.